# انتخابات مجلس الأمة الكويتي 1963
تعتبر انتخابات مجلس الأمة الكويتي في عام 1963 هي أول انتخابات لمجلس الأمة في الكويت وفق دستور 1962، وقد قسمت الكويت إلى 10 دوائر انتخابية، ويفوز أصحاب المراكز الخمسة الأولى في مقعد في مجلس الأمة الكويتي.

## الفائزون في الانتخابات
- محمد حسين قبازرد[2]
- إبراهيم علي خريبط
- حسن جوهر حيات
- أحمد سيد عابد الموسوي
- يوسف السيد هاشم الرفاعي
- راشد عبد الله الفرحان
- سليمان يوسف الذويخ "فاز بالانتخابات التكميلية بعد الاستقالات"
- عبد الرزاق الزيد الخالد "استقال"
- عبد العزيز حمد الصقر
- علي إبراهيم المواش
- محمد أحمد الرشيد
- بندر سعد الشمري
- حمد مبارك العيار
- خالد صالح الغنيم
- عبد الله فهد الشمري
- فلاح مبارك الحجرف
- خالد النزال المعصب
- عباس حبيب المسيليم
- محمد حمد البراك
- مضحي النزال المعصب "استقال"
- يوسف خالد المطيري
- أحمد عبد اللطيف العبد الجليل "فاز بالانتخابات التكميلية بعد الاستقالات"
- أحمد نايف الخليفي "فاز بالانتخابات التكميلية بعد الاستقالات"
- جاسم عبد الوهاب القطامي "استقال"
- خالد مسعود الفهيد
- خليل إبراهيم المزين
- راشد صالح التوحيد
- غنام علي الجمهور "فاز بالانتخابات التكميلية بعد الاستقالات"
- يعقوب يوسف الحميضي "استقال"
- أحمد خالد الفوزان
- حمد عبد المحسن المشاري
- سليمان أحمد الحداد "استقال"
- عبد الباقي عبد الله النوري
- عبد العزيز علي الخالد
- علي عبد الرحمن العمر "استقال"
- محمد عبد العزيز الوزان "فاز بالانتخابات التكميلية بعد الاستقالات"
- حمود يوسف النصف
- خالد أحمد المضف
- زيد عبد الحسين الكاظمي
- سعود عبد العزيز العبد الرزاق
- عبد الله مشاري الروضان
- أحمد زيد السرحان
- أحمد محمد الخطيب "استقال"
- راشد أحمد الهاجري "فاز بالانتخابات التكميلية بعد الاستقالات"
- سامي أحمد المنيس "استقال"
- سليمان خالد المطوع "استقال"
- عبد العزيز فهد المساعيد "فاز بالانتخابات التكميلية بعد الاستقالات"
- علي صالح الفضالة
- ناصر علي المعيلي "فاز بالانتخابات التكميلية بعد الاستقالات"
- حمد خليفة الحميدة
- سالم غانم الحريص
- علي ثنيان الأذينة
- محمد وسمي السديران
- مرضي عبد الله الأذينة
- حزام فالح الميع
- خليفة طلال الجري
- علي غانم الدبوس
- مبارك عبد الله الدبوس
- نايف حمد الدبوس

## أبرز الأحداث في المجلس
- استقالات في مجلس الأمة الكويتي من قبل القوميين العرب في 28 ديسمبر 1965، وذلك بسبب وضع الحكومة لقوانين غير ديمقراطية، وقد تم انتخاب أعضاء بدلاء لهم موالين للحكومة.[3]

## المصدر
1. ↑  https://www.kuna.net.kw/ArticleDetails.aspx?id=1223589&language=ar نسخة محفوظة 2021-02-13 على موقع واي باك مشين.
2. ↑  https://www.kuna.net.kw/ArticleDetails.aspx?id=2558870&language=ar نسخة محفوظة 2020-01-09 على موقع واي باك مشين.
3. ↑  الاستقالات 1965 نسخة محفوظة 08 يوليو 2015 على موقع واي باك مشين.